# 揭批查运动
揭批查运动是怀仁堂政变后，中华人民共和国全国范围内开展的揭发批判林彪、“四人帮”的罪行，清查文革中与林彪、“四人帮”有牵连的人和事的运动。从1976年10月持续到1978年12月中共十一届三中全会召开。

## 经过
1976年10月6日，四人帮在北京中南海被中央警卫团拘捕。10月8日，中共中央向党内高级领导干部发出《中央关于粉碎王洪文、张春桥、江青、姚文元反党集团的通知》。10月18日，中共中央下发《关于王洪文、张春桥、江青、姚文元反党集团事件的通知》，列举“四人帮”反党篡权的罪行，宣布对他们隔离审查。10月25日，“两报一刊”（《人民日报》、《解放军报》、《红旗》杂志）发表社论《伟大的历史性胜利》，提出“要彻底揭露王张江姚反党集团的滔天罪行，深入批判他们反革命的修正主义路线，肃清其流毒”。
在此基础上，中共中央将揭批查运动分三个阶段进行。具体步骤是：首先揭批四人帮篡党夺权的阴谋，随后揭批他们的反革命面目和罪恶历史，最后从理论方面肃清四人帮各种思想的影响，并清查与四人帮有牵连的人和事。
第一阶段：1976年12月10日，中共中央批发《王洪文、张春桥、江青、姚文元反党集团罪证（材料之一）》。
第二阶段：1977年3月6日，中共中央批发《王洪文、张春桥、江青、姚文元反党集团罪证（材料之二）》。
1977年7月，中国共产党十届三中全会通过《关于王洪文、张春桥、江青、姚文元反党集团的决议》，决定开除王、张、江、姚4人之党籍，撤销其党内外一切职务。
第三阶段：1977年9月23日，中共中央批发《王洪文、张春桥、江青、姚文元反党集团罪证（材料之三）》。
1978年12月中共十一届三中全会决定，结束全国范围内大规模的揭批林彪、“四人帮”的群众运动，把全党工作的着重点转移到社会主义现代化建设上来。1979年1月9日，《人民日报》发表社论《揭批查运动要善始善终》。